# McMullin
McMullin – jednostka osadnicza w Stanach Zjednoczonych, w stanie Wirginia, w hrabstwie Smyth.